# Ващук Федір Тимофійович
Фе́дір Тимофі́йович Ващу́к (нар. 16 жовтня 1925 с. Костувате, Братського району Миколаївської області — пом.15 квітня 1988, м. Запоріжжя) — український літературознавець.

## Життєпис
1951 закінчив Ужгородський університет. 1954 захистив кандидатську дисертацію «Поезія Т. Г. Шевченка періоду заслання (1847—1850 рр.)». У 1955-85 — старший викладач, доцент Запорізького педагогічного інституту, 1985-88 — доцент Запорізького університету.

## Науковий доробок
Праці Ващука присвячені переважно вивченню творчого процесу в Шевченка, зокрема його редакційній роботі над власними творами. У ряді ґрунтовних статей, які виходили друком майже щороку в провідних наукових часописах та збірниках праць, — "Дві редакції поеми Т. Г. Шевченка «Москалева криниця» (1962), "Редакційна робота Шевченка над циклом «В казематі» (1966), «Творчо-редакційна робота Шевченка над поезіями останніх років (1859—1861)» (1969), «Творчо-редакційна робота Шевченка над поезією раннього періоду» (1971), "Дві редакції поеми Шевченка «Мар'яна-черниця» (1973), «Поема Т. Шевченка „Княжна“ в редакціях і варіантах» (1974), "Творчо-редакційна робота Шевченка над поемою «Гайдамаки» (1976) та ін. — Ващук скрупульозно досліджував особливості та закономірності роботи Шевченка над удосконаленням композиції, образності, ритміко-інтонаційної організації поезії, в результаті якої постали кілька редакцій одного твору. Саме порівняльний аналіз різних редакцій дав можливість В. встановити напрям творчих шукань поета, подекуди переконливо реконструювати перебіг його думки, логіку тих чи тих художніх рішень. Своїми науковими розвідками він спростував поширене уявлення про нібито тотально імпровізаційний характер творчості Шевченка, відтворивши надскладну лабораторію творчо-редакційної роботи поета. Наукове значення й понині зберігає вдумливий мікроаналіз художньої тканини Шевченкової поезії, хоча не завжди дослідникові вдавалося уникати невиправданої соціологізації чи педалювання надуманого атеїзму поета, як, приміром, у розгляді редакцій та варіантів поеми «Марія».
У низці статей Ващук вивчав окремі аспекти поетики Шевченка, зокрема розповідну майстерність, портрет у поезії і повістях, ідейно-естетичну роль порівнянь та ін., художні особливості окремих творів («Ми вкупочці колись росли»). Виступав із рецензіями на шевченкознавчі праці та власними наук.-попул. статтями у місцевій пресі.